# Stahlnetz: Verbrannte Spuren
Verbrannte Spuren ist der 11. Kriminalfilm der Fernsehreihe Stahlnetz. Die deutsche Erstausstrahlung erfolgte am 27. Juli 1960 um 20.20 Uhr im Ersten Programm der ARD.

## Inhalt
In dem kleinen holsteinischen Dorf Pritzin steht die Feldscheune des Bauern Cohrs in Flammen. Noch bevor die Feuerwehr den Brand vollständig gelöscht hat, entdeckt man in den Trümmern die Überreste einer verbrannten Leiche. Schon während Kriminalkommissar Strobel von der Mordkommission in Rendsburg lediglich weiß, dass es sich bei der Leiche um eine Frau handelt, verbreiten sich im Dorf bereits Gerüchte um den möglichen Brandstifter. Strobel findet insbesondere den neugierigen Pferdezüchter von Altmann verdächtig. Aber auch ein Versicherungsbetrug des Scheunenbesitzers scheint möglich.
In Rendsburg erfährt Kommissar Strobel aus dem Obduktionsbericht, dass die Tote im vierten Monat schwanger war. Am Tatort in Pritzin findet die Spurensicherung unter anderem eine Schuhschnalle, eine Gürtelschnalle sowie Reste von einem Buch. Kriminalobersekretär Eismann schleust sich als Pferdemaler auf von Altmanns Gutshof ein. Aber weder dessen Tochter Beate noch die Besucherin Nancy aus England scheinen etwas zu wissen. Auch im örtlichen Gasthaus hört Eismann lediglich die verschiedensten Gerüchte über die Tat.
Die Mordkommission findet heraus, dass es sich bei den Buchresten um zwei Bände des Romans Soll und Haben handelte. Neue Erkenntnisse bringen unterdessen auch eine Exhumierung und eine neue Obduktion der Leiche. So ist inzwischen sicher, dass die verbrannte Frau bereits tot war, bevor sie verbrannte. Der Kommissar erfährt, dass in Hamburg eine gewisse Carola Poppe vermisst wird, deren Beschreibung zu den neuesten Untersuchungen passt. Die Mutter der jungen Frau erzählt Strobel und Eismann, dass ihre Tochter zu ihrem Verlobten Anton Reisiger in Zürich reisen wollte, dort allerdings nie ankam.
Der Kommissar weiß nun mit Sicherheit, dass es sich bei der Toten um Carola Poppe handelt. Er zweifelt allerdings an dem bürgerlichen Bild, das die Mutter über das Leben der Ermordeten zeichnet. Tatsächlich finden die Beamten in Carolas Zimmer Hinweise auf einen gewissen Peter, mit dem sich die junge Frau regelmäßig traf und den sie von der Arbeit in einer Hamburger Fabrik kannte. In der dortigen Personalverwaltung machen Strobel und Eismann den in Pritzin geborenen Peter Holzmann ausfindig. Der verheiratete Arbeiter bestreitet zunächst, Carola Poppe gekannt zu haben.
Am Abend sucht Holzmann die Ermittler auf, um zu gestehen, dass er gelogen habe. Er hatte Carola Poppe regelmäßig getroffen, bis diese ein Kind von ihm erwartete. Die beiden hätten dann den Entschluss gefasst, in Pritzin Selbstmord zu begehen. Bei einer Tatortbegehung in einer ähnlichen Scheune schildert Holzmann, wie er und Carola sich erhängen wollten. Als die junge Frau bereits tot war, habe er Angst bekommen und die Scheune angezündet. Danach sei er geflohen. Als Kommissar Strobel den Verdächtigen mit der Tatsache konfrontiert, dass Carola Poppe am Tag ihres Todes zwei Bücher ausgeliehen hatte und deshalb keinen Selbstmord geplant haben kann, gesteht er schließlich, die junge Frau ermordet zu haben.

## Hintergrund
Bei Verbrannte Spuren handelte es sich bereits um die 11. Folge der Krimiserie Stahlnetz des Regisseurs Jürgen Roland und des Autors Wolfgang Menge. Die Außenaufnahmen fanden in der ersten Jahreshälfte 1960 in Schleswig-Holstein und Hamburg statt. Die Innenaufnahmen drehte man in den Ateliers der Real-Film in Hamburg-Wandsbek. Als Szenenbildner fungierte Dieter Bartels. Als Kameramann wurde Günter Haase verpflichtet. Produktionsleiter war Erich Holder.
Die Hauptdarsteller Karl Georg Saebisch und Eddi Arent standen bereits wenige Monate vorher in Jürgen Rolands Edgar-Wallace-Film Der rote Kreis als Ermittlerduo vor der Kamera (laut einer Aussage Rolands allerdings fanden die Dreharbeiten zur „Stahlnetz“-Folge VOR dem Wallace-Film statt). In dem ebenfalls von Roland inszenierten Wallace-Film Der grüne Bogenschütze machte Eddi Arent schließlich eine Anspielung auf seine Mitwirkung in Verbrannte Spuren. Auf die Frage, ob er sich am Tatort noch etwas umsehen möchte, antwortete er in der Rolle eines Reporters, dass er die Arbeit der Polizei bereits vom Stahlnetz kenne.
Verbrannte Spuren ist inzwischen auf mehreren DVDs sowie als Hörbuch erschienen.